# Amalda mucronata
Amalda mucronata là một loài ốc biển, kích thước trung bình, là động vật thân mềm chân bụng sống ở biển trong họ Olividae, ốc ôliu.
Vỏ ốc có chiều cao lên đến 61 mm, và chiều rộng 27 mm.